# G. Peter Lepage

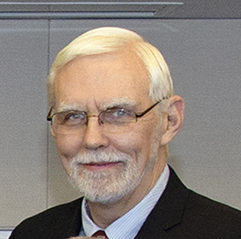
G. Peter Lepage, 2017

Gerard Peter LePage (* 13. April 1952 in Montreal) ist ein kanadischer theoretischer Physiker.
Lepage studierte an der McGill University mit dem Bachelor-Abschluss 1972 und an der Universität Cambridge mit dem Master-Abschluss in theoretischer Physik 1973. 1978 wurde er an der Stanford University promoviert. Seit 1980 war er Professor an der Cornell University, an der er 2003 bis 2013 Dekan des College of Arts and Sciences war.
Er ist Mitglied der American Academy of Arts and Sciences, war Sloan Research Fellow (1983–1985) und Guggenheim Fellow (1996/97) und ist Fellow der American Physical Society. Seit 2012 war er Mitglied des National Science Board. 2022 wurde Lepage in die National Academy of Sciences gewählt.
Lepage war Gastwissenschaftler am Institute for Advanced Study, am DAMTP in Cambridge, am Institute for Theoretical Physics der University of California, Santa Barbara, am Fermi National Accelerator Center und am Institute for Nuclear Theory, Seattle.
Lepage ist für einige Arbeiten Ende der 1970er und Anfang der 1980er Jahre mit Stanley Brodsky über QCD-Störungstheorie exklusiver Streuprozesse bekannt.
Er befasst sich mit Präzisionsberechnungen im Rahmen von Quantenelektrodynamik und Quantenchromodynamik (QCD) sowohl in der Atomphysik, Kernphysik (Wenig-Körperproblem), Systeme schwerer Quarks, exklusive Streuprozesse bei hohem Impulsübertrag. Dabei unternahm er auch Hochleistungsrechner-Simulationen nichtstörungstheoretischer Gitter-QCD (HPQCD Kollaboration). Diese führten zu teilweise bis auf den Bereich weniger Prozent genaue Berechnungen der QCD Beiträge bei unterschiedlichen Beobachtungsgrößen (Quark- und Hadronmassen, Kopplungskonstanten und Mischungswinkel im Standardmodell, magnetisches Moment des Muons) und ermöglichten insbesondere die QCD-Beiträge für Präzisionstests des Standardmodells zu ermitteln (so dass diese von möglichen Beiträgen neuer Physik jenseits des Standardmodells unterscheidbar sind). Von ihm stammt der viel benutzte Vegas Algorithmus für adaptive Monte Carlo Integration.
Außerdem befasst er sich mit Physik-Pädagogik auf allen Ebenen.
Für 2016 erhielt er den Sakurai-Preis für innovative Anwendungen der Quantenfeldtheorie in der Elementarteilchenphysik, insbesondere für die Begründung der Theorie exklusiver Prozesse, der Entwicklung nichtrelativistischer effektiver Feldtheorien und der Bestimmung von Parametern des Standardmodells mit Gittereichtheorien (Laudatio).
Er war im Herausgebergremium von Physical Review D und Physical Review Letters und erhielt den Outstanding Referee Award der APS.

## Schriften
- mit Stanley Brodsky: Exclusive processes in perturbative quantum chromodynamics, Physical Review D 22, 1980, S. 2157
- mit Stanley Brodsky: Exclusive processes in quantum chromodynamics: Evolution equations for hadronic wavefunctions and the form factors of mesons, Physics Letters B, Band 87, 1979, S. 359–365
- mit Geoffrey Bodwin, Eric Braaten: Rigorous QCD analysis of inclusive annihilation and production of heavy quarkonium, Physical Review D, 51, 1995, 1125
- A new algorithm for adaptive multidimensional integration, J. Comput. Physics, Band 27, 1977, S. 192
- mit Paul B. Mackenzie: Viability of lattice perturbation theory, Physical Review D, Band 48, 1993, S. 2250
- mit Stanley Brodsky, Paul Mackenzie: On the elimination of scale ambiguities in perturbative quantum chromodynamics, Physical Review D, Band 28, 1983, S. 228
- mit W. E. Caswell: Effective Lagrangians for bound state problems in QED, QCD, and other field theories, Phys. Letters B, Band 167, 1986, S. 437–442
- mit Lorenzo Magnea, Charles Nakhleh, Ulrika Magnea, Kent Hornbostel: Improved nonrelativistic QCD for heavy-quark physics, Physical Review D, Band 46, 1992, S. 4052